# Monté Morris
Pour les articles homonymes, voir Morris.
Monté Morris, né le 27 juin 1995 à Grand Rapids dans le Michigan, est un joueur américano-nigérian de basket-ball. Il mesure 1,86 m et évolue au poste de meneur.

## Biographie

### Carrière universitaire
Entre 2013 et 2017, il joue pour les Cyclones à l'université d'État de l'Iowa.

### Carrière professionnelle

#### Nuggets de Denver (2017-2022)
Le 22 juin 2017, il est sélectionné à la 51e position de la draft 2017 de la NBA par les Nuggets de Denver.
Le 21 juillet 2017, il signe un two-way contract. Sous les termes du contrat, il peut partager sa saison entre les Nuggets et son équipe de G-League, les Vipers de Rio Grande Valley. Le 12 décembre 2017, il fait ses débuts en NBA contre les Pistons de Détroit ; il termine avec une passe décisive en trois minutes de jeu. En trois matches avec les Nuggets, il a des moyennes de 3,3 points par match. En G-League, il a des moyennes de 18,0 points, 4,5 rebonds et 6,6 passes décisives par match.
Le 25 juillet 2018, il signe un contrat avec les Nuggets.

#### Wizards de Washington (2022-2023)
Fin juin 2022, il est échangé vers les Wizards de Washington avec Will Barton contre Kentavious Caldwell-Pope et Ish Smith.

#### Pistons de Détroit (2023-2024)
En juillet 2023, il est transféré vers les Pistons de Détroit en échange d'un futur second tour de draft. 

#### Timberwolves du Minnesota (2024)
En février 2024, il est échangé aux Timberwolves du Minnesota contre Shake Milton, Troy Brown Jr. et un second tour de draft.

#### Suns de Phoenix (depuis 2024)
Agent libre lors de l'été 2024, il s'engage avec les Suns de Phoenix pour un an en échange d'un contrat minimum (2 millions de dollars).

## Palmarès
- First-team de la Big 12 Conference 2017
- Second-team All-Big 12 2015, 2016
- First-team Parade All-American (2013)
- Michigan Mr. Basketball (2013)

## Statistiques

### Universitaires
| Saison    | Équipe     | Matchs | Titul. | Min./m | % Tir | % 3pts | % LF | Rbds/m. | Pass/m. | Int/m. | Ctr/m. | Pts/m. |
| --------- | ---------- | ------ | ------ | ------ | ----- | ------ | ---- | ------- | ------- | ------ | ------ | ------ |
| 2013-2014 | Iowa State | 36     | 17     | 28,1   | 43,0  | 40,6   | 84,7 | 2,56    | 3,72    | 1,28   | 0,19   | 6,75   |
| 2014-2015 | Iowa State | 34     | 34     | 33,9   | 50,7  | 39,5   | 75,3 | 3,44    | 5,18    | 1,88   | 0,44   | 11,94  |
| 2015-2016 | Iowa State | 35     | 35     | 38,0   | 48,7  | 35,8   | 72,9 | 3,94    | 6,89    | 1,77   | 0,26   | 13,83  |
| 2016-2017 | Iowa State | 35     | 35     | 35,3   | 46,5  | 37,8   | 80,2 | 4,83    | 6,20    | 1,51   | 0,29   | 16,43  |
| Total     | Total      | 140    | 121    | 33,8   | 47,6  | 38,1   | 78,0 | 3,69    | 5,49    | 1,61   | 0,29   | 12,20  |

### Professionnelles

#### Saison régulière
| Saison    | Équipe     | Matchs | Titul. | Min./m | % Tir | % 3pts | % LF | Rbds/m. | Pass/m. | Int/m. | Ctr/m. | Pts/m. |
| --------- | ---------- | ------ | ------ | ------ | ----- | ------ | ---- | ------- | ------- | ------ | ------ | ------ |
| 2017-2018 | Denver     | 3      | 0      | 8,4    | 66,7  | 0,0    | 66,7 | 0,67    | 2,33    | 1,00   | 0,00   | 3,33   |
| 2018-2019 | Denver     | 82     | 6      | 24,0   | 49,3  | 41,4   | 80,2 | 2,37    | 3,62    | 0,89   | 0,05   | 10,38  |
| 2019-2020 | Denver     | 73     | 12     | 22,4   | 45,9  | 37,8   | 84,3 | 1,88    | 3,54    | 0,75   | 0,23   | 9,04   |
| 2020-2021 | Denver     | 47     | 13     | 25,52  | 48,1  | 38,1   | 79,5 | 2,04    | 3,19    | 0,72   | 0,28   | 10,23  |
| 2021-2022 | Denver     | 75     | 74     | 29,9   | 48,4  | 39,5   | 86,9 | 3,01    | 4,44    | 0,75   | 0,19   | 12,60  |
| 2022-2023 | Washington | 62     | 61     | 27,4   | 48,0  | 38,2   | 83,1 | 3,39    | 5,26    | 0,69   | 0,21   | 10,26  |
| 2023-2024 | Détroit    | 6      | 0      | 11,4   | 36,4  | 18,2   | 50,0 | 2,00    | 1,33    | 0,17   | 0,17   | 4,50   |
| 2023-2024 | Minnesota  | 27     | 0      | 15,1   | 41,7  | 42,4   | 70,6 | 1,67    | 2,26    | 0,67   | 0,30   | 5,07   |
| Total     | Total      | 375    | 166    | 24,6   | 47,7  | 39,1   | 82,4 | 2,46    | 3,83    | 0,75   | 0,19   | 9,99   |

Mise à jour le 6 juin 2024

#### Playoffs
| Saison | Équipe    | Matchs | Titul. | Min./m | % Tir | % 3pts | % LF  | Rbds/m. | Pass/m. | Int/m. | Ctr/m. | Pts/m. |
| ------ | --------- | ------ | ------ | ------ | ----- | ------ | ----- | ------- | ------- | ------ | ------ | ------ |
| 2019   | Denver    | 14     | 0      | 16,0   | 38,4  | 0,0    | 69,2  | 1,36    | 2,57    | 0,36   | 0,07   | 5,36   |
| 2020   | Denver    | 19     | 4      | 21,4   | 49,6  | 30,0   | 82,4  | 1,50    | 2,70    | 0,60   | 0,10   | 9,10   |
| 2021   | Denver    | 10     | 1      | 28,7   | 43,1  | 40,0   | 72,4  | 2,40    | 5,50    | 1,00   | 0,20   | 13,70  |
| 2022   | Denver    | 5      | 5      | 31,2   | 49,0  | 42,3   | 75,0  | 2,20    | 5,40    | 1,20   | 0,00   | 14,00  |
| 2024   | Minnesota | 9      | 0      | 7,4    | 30,0  | 7,1    | 100,0 | 0,67    | 1,00    | 0,22   | 0,11   | 2,33   |
| Total  | Total     | 57     | 10     | 20,0   | 44,0  | 30,1   | 76,7  | 1,56    | 3,14    | 0,61   | 0,11   | 8,33   |

Mise à jour le 6 juin 2024

## Records sur une rencontre en NBA
Les records personnels de Monté Morris en NBA sont les suivants, :
| Type de statistique        | Saison régulière | Saison régulière        | Saison régulière | Playoffs | Playoffs                    | Playoffs      |
| Type de statistique        | Record           | Adversaire              | Date             | Record   | Adversaire                  | Date          |
| -------------------------- | ---------------- | ----------------------- | ---------------- | -------- | --------------------------- | ------------- |
| Points                     | 24               | @ Kings de Sacramento   | 29 décembre 2020 | 28       | Trail Blazers de Portland   | 1er juin 2021 |
| Paniers marqués            | 10               | 2 fois                  | 2 fois           | 8        | 3 fois                      | 3 fois        |
| Paniers tentés             | 20               | Clippers de Los Angeles | 19 janvier 2022  | 18       | Trail Blazers de Portland   | 1er juin 2021 |
| Paniers à 3 points réussis | 5                | 4 fois                  | 4 fois           | 5        | Warriors de Golden State    | 24 avril 2022 |
| Paniers à 3 points tentés  | 9                | Jazz de l'Utah          | 5 janvier 2022   | 9        | Trail Blazers de Portland   | 1er juin 2021 |
| Lancers francs réussis     | 7                | 2 fois                  | 2 fois           | 10       | Trail Blazers de Portland   | 1er juin 2021 |
| Lancers francs tentés      | 8                | 2 fois                  | 2 fois           | 11       | Trail Blazers de Portland   | 1er juin 2021 |
| Rebonds offensifs          | 3                | 3 fois                  | 3 fois           | 3        | @ Suns de Phoenix           | 9 juin 2021   |
| Rebonds défensifs          | 7                | 7 fois                  | 7 fois           | 4        | 2 fois                      | 2 fois        |
| Rebonds totaux             | 9                | Clippers de Los Angeles | 19 janvier 2022  | 5        | 3 fois                      | 3 fois        |
| Passes décisives           | 12               | Pacers de l'Indiana     | 28 octobre 2022  | 9        | @ Trail Blazers de Portland | 3 juin 2021   |
| Interceptions              | 5                | @ Hawks d'Atlanta       | 8 décembre 2018  | 3        | 4 fois                      | 4 fois        |
| Contres                    | 2                | 5 fois                  | 5 fois           | 1        | 6 fois                      | 6 fois        |
| Balles perdues             | 4                | 3 fois                  | 3 fois           | 3        | 3 fois                      | 3 fois        |
| Minutes jouées             | 45               | Clippers de Los Angeles | 19 janvier 2022  | 41       | Trail Blazers de Portland   | 1er juin 2021 |

- Double-double : 3
- Triple-double : 0

Dernière mise à jour : 6 juin 2024

## Salaires
Les gains de Monté Morris en carrière sont les suivants :
| Année       | Équipe                    | Salaire      |
| ----------- | ------------------------- | ------------ |
| 2017-2018   | Nuggets de Denver         | - $          |
| 2018-2019   | Nuggets de Denver         | 1 349 383 $  |
| 2019-2020   | Nuggets de Denver         | 1 588 231 $  |
| 2020-2021   | Nuggets de Denver         | 1 723 707 $  |
| 2021-2022   | Nuggets de Denver         | 8 849 071 $  |
| 2022-2023   | Wizards de Washington     | 9 125 000 $  |
| Total Gains | Total Gains               | 22 635 392 $ |
| 2023-2024   | Timberwolves du Minnesota | 9 800 926 $  |